# 22157 Bryanhoran
22157 Bryanhoran è un asteroide della fascia principale. Scoperto nel 2000, presenta un'orbita caratterizzata da un semiasse maggiore pari a 3,1253255 UA e da un'eccentricità di 0,1171053, inclinata di 0,39619° rispetto all'eclittica.